# مرصد كلية هارفارد
مرصد كلية هارفارد (HCO) هو مؤسسة تدير مجمعًا من المباني والأدوات المتعددة المستخدمة في البحث الفلكي من قبل قسم علم الفلك في جامعة هارفارد. يقع في كامبريدج، ماساتشوستس، الولايات المتحدة، وقد تأسس عام 1839. وبالاتحاد مع مرصد سميثسونيان للفيزياء الفلكية، تشكل  مركز هارفارد-سميثونيان للفيزياء الفلكية ليجمع بين بحوث المؤسستين في مجال علوم الفلك والفيزياء الفلكية .
يجمع مرصد كلية هارفارد مجموعة من حوالي 500.000 لوحة فلكية التقطت بين منتصف ثمانينيات القرن التاسع عشر وعام 1989 (مع وجود فجوة من 1953 إلى 1968). هذه التغطية الممتدة 100 عام هي مصدر فريد لدراسة التغيرات الزمنية في الكون. يقوم مشروع Digital Access to a Sky Century @ Harvard بمسح هذه اللوحات وأرشفتها رقميًا.